# NSB El 1
Электровоз El 1 — норвежский электровоз переменного тока (15 кВ, 16 2/3 Гц). Был создан в связи с электрификацией в 1922 году линии Осло — Драммен. Как и немецкие E 71 и шведские SJ Oc имеет 2 двухосные тележки, на каждой из которых установлено по одному тяговому электродвигателю, каждый из которых через сцепные дышла вращает 2 оси (то есть на электровозе применён групповой привод). Строился с 1922 по 1930 на заводах ASEA и Thune. Эксплуатировались на Норвежских государственных железных дорогах, также 2 электровоза позже были проданы частной дороге Rjukanbanen. В основном электровозы этой серии были сняты с эксплуатации до 1970 года, на линиях Rjukanbanen — в 1988 году.
El 1 на сайте Норвежского железнодорожного клуба